# Evil West
Evil West es un Hack and slash en tercera persona que combina el combate cuerpo a cuerpo con armas a distancia desarrollado por Flying Wild Hog y publicado por Focus Entertainment. El juego fue lanzado el 22 de noviembre de 2022 para Windows, PlayStation 4, PlayStation 5, Xbox One y Xbox Series X/S.

## Jugabilidad
Evil West es un videojuego Hack and slash . En el juego, El jugador asume el control de Jesse Rentier, un cazador de vampiros. Jesse está equipado con un guantelete, que puede acumular energía eléctrica con el que realizar múltiples ataque cuerpo a cuerdo y combos. También dispone de poderosas armas de fuego, incluyendo un revólver de seis tiros, un rifle, un lanzallamas que complementan el uso del guantelete. Los enemigos pueden ser aturdidos y tambaleados seguido de un ataque cuerpo a cuerpo que permite a los jugadores ejecutar a los enemigos usando un remate especial. Los jugadores también pueden hacer uso del en torno a su favor. Por ejemplo, pueden dar una patada a los enemigos haciendo que caigan en una trampa de pinchos o disparar a unos barriles explosivos. Ocasionalmente, los jugadores se encontrarán con jefes, los cuales son enemigos poderosos con patrones de ataques únicos. Mientras el jugador progresa, subirá de nivel, ganará nuevas técnicas y habilidades y evolucionar al guantelete y las armas. La campaña puedes ser jugada de manera cooperativa con otro jugador.

## Argumento

### Premisa
Jesse Rentier, uno de los últimos agentes de una organización clandestina de caza-vampiros, debe proteger la frontera americana de monstruosidades sobrenaturales.

### Sinopsis
Jesse Rentier es una agente del Instituto Rentier, una organización secreta dedicada a combatir criaturas sobrenaturales como los Sanguisuge, vampiros que cazan a la humanidad. Trabajando junto al agente retirado Edgar Gravenor, siguen el rastro a Peter D'Abano, un vampiro de alto rango que propugna la declaración de una guerra contra la humanidad antes de que su tecnología se desarrolle hasta el punto en el que se convierta en una amenaza contra los Sanguisugue. Los líderes de los Sanguisuge, prefiriendo quedarse en las sombras, rechazan el plan de D'Abano y lo sentencian a él y a todo su linaje a muerte. Jesse y Edgar emboscan a D'Abano y capturan su cabeza, llevándola a la Mansión, la sede del Instituto Rentier. 
Cuando llegan, le otorgan a Jesse un Guantelete especial hecho por su padre, el cual revela que es capaz de romper los encantos mágicos que usan los Sanguisuge para ocultarse. Durante la  presentación del Guantelete en frente del Asistente Secretrio de Guerra James Harrow, la hija de D'Abano, Felicity, ataca la Mansión, matando a la mayoría de los empleados y agentes estacionados allí y recuperando la cabeza de D'Abano.Con William herido de gravedad, Jesse, Edgar y Harrow escapan a una ciudad cercana llamada Calico, donde hacen contacto con la célula local del Instituto Rentier, liderada por Emilia Blackwell. Sospechando que William puede haber sido infectado de vampirismo por Felicity, Edgar marcha solo para encontrar una posible cura para la infección mientras que Jesse trabaja para reparar el Guantelete. 
Mientras recupera las partes necesarias para reparar el Guantelete, Jesse descubre que Felicity ha estado recolectando sangre de antiguas bestias prehistóricas para crear su propio ejército de criaturas llamadas sangres sucia. Él destruye la fuente de sangre de Felicity y regresa a Calico para descubrir que su padre ha sido infectado por sangre de vampiro y está en el proceso de convertirse en Familiar de Felicity. Con poco tiempo, Jesse sale a encontrar a Edgar y la cura y se la inyecta a William. Sin embargo, William sigue brevemente telepáticamente conectado a Felicity y avisa a Jesse de que ella está en Dickinson, un importante foco de raíles. Jesse va a Dickinson, pero es incapaz de prevenir que Felicity escape. Con pocas opciones, Jesse va a un laboratorio abandonado del Instituto Rentier para mejorar aún más su Guantelete. 
Regresando a Calico, Jesse es conforntado por Harrow, que ha descubierto que han mantenido a William con vida, violando el protocolo y le ordena que mate a William. Cuando Jesse y el resto de la célula de Calico se niegan, Harrow se marcha, prometiendo tener el apoyo del gobierno de los Estados Unidos. Entonces, Jesse se reúne con Edgar y se enteran gracias a su informante vampiro Chester de que Felicity está planeando atacar Washington D. C. Chester también avisa de que la cura que han usado en William es solo temporal y no evitará que se transforme. Jesse y Edgar vuelven deprisa a Calico, pero llegan para enterarse de que William se ha transformado durante su ausencia, ha matado a varios miembros de la célula y ha escapado. Dándose cuenta de que ya es demasiado tarde para salvar a su padre, Jesse promete darle caza a William. 
Jesse le sigue la pista a William hasta la base de Felicity en Persephone, dónde a regañadientes lo mata. Después se dirige a la sede de Felicity en Camine City, donde ella está usando la banca local para financiar sus actividades. Aunque Felicity ya se había ido, Jesse recaptura a D'Abano, quien tras ser interrogado revela que Felicity ya ha marchado a emboscar al Presidente Grover Cleveland para poder transformarlo. Jesse y sus amigos siguen a Felicity. Mientras sus amigos ponen a salvo al Presidente Cleveland, Jesse se enfrenta a Felicity y se las apaña para matarla. 
Emilia informa al Presidente Cleveland de como Harrow ha estado abusando de su posición para beneficiarse, llevando a su arresto y destitución. Entonces el presidente Cleveland promete restablecer el Instituto Rentier y le da todo su apoyo. Sabiendo que la guerra contra los Sanguisuge está lejos de acabar, Jesse y Emilia empiezan a plantear ideas para reconstruir y reformar el Instituto Rentier.

## Desarrollo
Evil West ha sido desarrollado por el estudio polaco Flying Wild Hog, el desarrollador de la serie Shadow Warrior. El sistema de combos del juego está inspirado en la serie  Devil May Cry, mientras que la perspectiva en tercera persona y combate a melee está inspirado en el God of War de 2018.
Flying Wild Hog y la publicadora Focus Entertainment anunciaron por primera vez su colaboración en septiembre de 2020. El juego fue oficialmente anunciado en el The Game Awards 2020. El juego estaba previsto para ser lanzado el 20 de septiembre de 2022 paraWindows, PlayStation 4, PlayStation 5, Xbox One y Xbox Series X/S, pero finalmente fue atrasado para el 22 de noviembre de 2022.

## Recepción
La versión de PlayStation 5 y de PC del Evil West actualmente cuenta con críticas promedio o variadas, mientras que la versión de  Xbox Series X/S tiene críticas generalmente favorables.